# Qui, Quo e Qua
Qui, Quo e Qua (in inglese Huey, Dewey e Louie) sono tre personaggi immaginari dei fumetti e dei cartoni animati Disney ideati da Al Taliaferro e Ted Osborne e comparsi nei fumetti per la prima volta sulla tavola domenicale del 17 ottobre 1937 mentre esordiscono al cinema con il cortometraggio animato I nipoti di Paperino, distribuito il 15 aprile 1938. Sono apparsi come protagonisti o comprimari in migliaia di storie a fumetti realizzate in vari paesi del mondo.

## Caratteristiche
Nell'universo Disney sono tre gemelli identici nipoti di Paperino e figli di sua sorella Della Duck e del marito di lei. Nonostante in quasi tutte le storie i tre fratelli siano rappresentati come identici tra di loro, alcuni autori introducono occasionalmente particolari caratteristiche che li differenziano l'uno dall'altro: per Pat Block, Qui è il più coraggioso del gruppo, Quo il più intelligente, mentre Qua è spesso rappresentato come il più impulsivo e immaturo dei tre.
Graficamente i tre personaggi sono identici fatto salvo il colore degli indumenti, sono una versione infantile di Paperino, con gli occhi e il becco più piccoli in proporzione al viso, e indossano sempre delle magliette e dei cappelli con visiera. Il colore che li distingue venne definito nella tricromia rosso-verde-blu sin dalla prima striscia a fumetti in cui comparvero, e se inizialmente avevano cappelli e maglietta dello stesso colore, a partire già dal 1938 iniziarono a indossare maglie nere; per molti decenni ci fu relativa libertà sulla corrispondenza tra nomi e colori, ma oggi è generalmente stabilita questa distinzione per i colori dei berretti: rosso per Qui, blu per Quo, verde per Qua. Tuttavia, nonostante questa regola, capita spesso che vi siano degli errori durante la fase di colorazione delle vignette, cosicché risulta ancora più facile confondere i tre fratelli tra loro. Nell'animazione, poi, il discorso è stato più complesso: nel cortometraggio d'esordio Qui è vestito di rosso, Quo di giallo o arancio, Qua di verde chiaro, e questa regola viene generalmente rispettata per alcuni anni, anche se ad esempio in Una partita a golf (1938) Quo è arancio e Qua giallo; a partire da Una giornata sbagliata (1944), però, quasi sempre verranno rappresentati vestiti tutti di rosso, dunque indistinguibili, e questo si vede anche nel mediometraggio animato Canto di Natale di Topolino (1983): è solo con la serie TV originale DuckTales - Avventure di paperi (1987) che si riprende a distinguerli, adottando i colori originali dei fumetti.
Nella serie TV reboot, DuckTales (2017), i tre paperotti possono essere riconosciuti, oltre che dai colori, anche dalla capigliatura, dai vestiti e dal carattere, che in questa serie viene ancora più differenziato:
- Qui, amante della cultura e delle scoperte, è la mente del gruppo, il più responsabile e, a volte, il più pauroso. Porta un berretto rosso e una maglietta rossa, nella serie, sulla testa ha un ciuffo di piume rivolto verso il basso;
- Quo, amante dei gatti, delle avventure e del pericolo, è il più intelligente, solare e impulsivo. Porta un berretto blu (o azzurro) e una maglietta blu (o azzurra) sopra una maglietta a maniche lunghe blu, nella serie, sulla testa ha un ciuffo di piume rivolto verso l'alto;
- Qua, amante del denaro e dei tesori, è il più cinico e pigro. Porta un berretto verde e una felpa verde con cappuccio, nella serie, sulla testa ha un ciuffo di piume rivolto in avanti.

Nella seconda stagione, inoltre, con il ritorno di Della Duck, questa rivela che i nomi che aveva scelto per loro non erano Qui, Quo e Qua ma, rispettivamente, Jet, Turbo e Ribelle (in lingua originale Jet, Turbo e Rebel).

## Genesi ed evoluzione dei personaggi
Al Taliaferro era l'inchiostratore di Floyd Gottfredson (l'autore delle strisce di Topolino) quando questi introdusse i personaggi di Tip e Tap nelle tavole domenicali di Topolino, e fu il primo a intuire le potenzialità comiche di Paperino, che in alcune gag fece da balia ai nipotini di Topolino subendo i loro scherzi; quando si stabilì la separazione in due linee narrative (quella di Paperino e quella di Topolino), dopo lunghe discussioni con Gottfredson, Taliaferro riuscì a introdurre anche nella vita di Paperino tre nipoti gemelli simili ai nipoti di Topolino, prendendo spunto anche dai tre nipotini discoli di Fortunello, personaggio non Disney. La loro gestione, almeno all'inizio e soprattutto per le storie distribuite sui quotidiani, non era semplice: disegnare insieme tre personaggi non solo costava lavoro in più, ma praticamente occupava per intero la scena; vennero comunque inseriti sia singolarmente che in due nelle storie di Paperino, evitando di doverli caratterizzare con personalità diverse, e la loro presenza era sempre associata a qualche disastro, trattandosi di "disturbatori" della quiete del protagonista Paperino. Si ritiene che i nomi originali (Huey, Dewey e Louie, abbreviazioni di Hubert, Deuteronomy e Louis) siano stati presumibilmente ideati dal gagman Dana Coty, che lavorava per il reparto animazione, anche se questi nomi furono introdotti già nella tavola domenicale del loro esordio, scritti nella lettera della madre.
Qui, Quo e Qua fecero il loro esordio assoluto nella tavola domenicale delle Silly Symphonies featuring Donald Duck del 17 ottobre 1937. In tale tavola essi vengono presentati come i figli della "cugina Della" e quindi non come nipoti stretti di Paperino che è loro "procugino" ("first cousin once removed") o "zio cugino" ("cousin-uncle"). Comunque, istruiti evidentemente dalla madre (che non a caso nella lettera li definisce già "nipoti" di Paperino), i tre gemelli lo chiameranno "zio Paperino" ("unca Donald") fin dall'inizio. Nella lettera con cui Della annuncia il loro arrivo a Paperino, viene spiegato che i tre paperi hanno fatto esplodere un grosso petardo sotto la poltrona del padre, che per questo è finito all'ospedale; Della Duck invia i tre piccoli monelli a casa di Paperino affinché li possa ospitare fino a che il padre non termini le cure. I nipotini discoli compaiono nelle tavole domenicali per sei settimane consecutive, combinando per lo più scherzi e monellerie ai danni dello zio; nella tavola domenicale del 21 novembre 1937, Della invia un telegramma in cui chiede che i figli tornino a casa e Paperino se ne libera volentieri, ma già a partire dalla striscia quotidiana del 23 febbraio 1938 i nipotini riappaiono saltuariamente con Paperino senza alcuna spiegazione. Si può supporre comunque che per il momento i tre discoli facessero solo visite saltuarie allo zio, e fu solo nella striscia quotidiana del 23 maggio 1938 che avvenne la loro definitiva "adozione": Paperino, già gravato dall'onere di dover ospitare e sopportare l'ingordo cugino Ciccio, riceve una telefonata da Della, che gli chiede di ospitare i tre discoli a casa sua "solo per qualche giorno", dato che ella dovrà assentarsi per un po'; prima che la telefonata sia terminata, i tre monelli fanno già irruzione in bicicletta nella casa dello zio; da allora Qui, Quo, e Qua si trasferiscono definitivamente assieme allo zio a Paperopoli e non si avranno più notizie della madre.
Nel frattempo il trio fa il suo esordio animato nel cortometraggio I nipoti di Paperino, uscito nei cinema statunitensi il 15 aprile 1938. Diretto da Jack King e con il futuro grande fumettista dei paperi Barks come gagman, il corto d'esordio è una vera esplosione di gag sin dalle prime sequenze, con i tre nipotini che entrano sfondando la porta a bordo di tre tricicli e giocando con mazze da polo e relativa palla, con una conseguente e inevitabile devastazione del mobilio. Nel loro esordio animato, la madre di Qui, Quo, Qua viene ribattezzata Dumbella (che in inglese sta grossomodo per "scioccherella", dato che "dumb" significa "sciocco") e viene presentata come la sorella di Paperino, rendendolo così loro zio nell'accezione più stretta del termine; da quel momento in poi, per una sorta di "retcon", Della divenne la sorella di Paperino anche nei fumetti. Dumbella viene citata solo nel loro esordio animato, mentre nel cortometraggio del 1942 The new spirit viene affermato testualmente che Paperino è "scapolo, ma ospita in casa sua tre nipoti adottati sotto i sedici anni di età, verso i quali ha l'obbligo legale e morale di mantenimento", rendendo esplicita l'adozione per mano di Paperino, che è ora il loro tutore legale in seguito alla probabile scomparsa dei genitori.
Per molti anni, sia nelle strisce di Taliaferro che nelle storie lunghe, i tre gemelli presentano un carattere scalmanato, si divertono continuamente a fare terribili scherzi allo zio e hanno uno scarsissimo rendimento scolastico; anche Carl Barks, il cosiddetto "uomo dei paperi" (perché fu lui a costruire l'universo di Paperopoli a cominciare dal ricco zio Paperone) decise di caratterizzarli come i soliti discoli almeno per quanto riguarda le brevi da dieci pagine di Paperino da lui sceneggiate e disegnate per il mensile Walt Disney's Comics and Stories a partire dal 1943; in tali storie brevi, soprattutto negli anni quaranta, i tre sono abbastanza ribelli e dispettosi e si divertono a fare brutti scherzi allo zio Paperino, il quale dal canto suo reagisce inseguendoli con un minaccioso ramoscello (la verga) con il quale intende fustigarli (nelle storie italiane, al posto della verga, verrà in genere usato un battipanni); in due occasioni Paperino cerca di mantenere la pazienza assecondandoli e lasciando impunite le loro marachelle, in un caso su imposizione di Paperina (Paperino e i buoni propositi) e in un altro caso su imposizione di un insigne pedagogo (Paperino e la pedagogia), ma senza sortire l'effetto sperato, costringendolo così a tornare alle punizioni corporali. A partire dalla metà degli anni cinquanta Barks fu costretto ad abbassare di tono i violenti conflitti domestici tra Paperino e i nipotini su imposizione della casa editrice che aveva ricevuto delle lettere di protesta da parte di genitori contrariati (in particolare una madre si lamentò perché nel finale di una storia Paperino avrebbe urlato "Shut up", cioè "zitti", ai nipotini).
Progressivamente, comunque, scrivendo storie ad ampio respiro di Paperino realizzate per la collana Four Color Comics Barks sentì l'esigenza di "responsabilizzare" i gemelli: poiché il loro zio, a differenza del più saggio Topolino, pur essendo capace di occasionali atti di coraggio e virtù rimaneva essenzialmente inetto e pasticcione, era necessario che i tre si dessero da fare per salvarlo dai guai più improbabili, dimostrando così una certa intraprendenza e furbizia superiori a quelle del loro stesso tutore. Questo cambiamento si manifestò in parte anche nelle brevi da dieci pagine, dove però Barks non rinunciò a realizzare vicende in cui i tre gemelli tornavano discoli, alternandole alle storie in cui si comportavano in maniera responsabile e salvavano la situazione. Un esempio è ad esempio Paperino guardacoste (1948) in cui Qui, Quo e Qua catturano da soli una banda di contrabbandieri che la stava facendo franca sotto il naso dell'inetto guardacoste Paperino, ingannato ripetutamente con travestimenti ingegnosi. Storia dopo storia poi, i caratteri dei tre gemelli finirono per mitigarsi, in contemporanea all'esordio del militaresco e prestigioso corpo scoutistico delle Giovani Marmotte (con la storia Paperino e l'E.S.S.B. del 1951), che li stimolò a impegnarsi per ottenere medaglie e onori; sempre più dolci e maturi, acquisiranno nelle storie degli anni '50 anche una certa cultura (pur rimanendo sempre piuttosto svogliati a scuola nelle storie di Barks) che li renderà i veri eroi e risolutori di enigmi durante le innumerevoli spedizioni e cacce al tesoro ai quattro angoli del mondo in compagnia degli zii Paperino e Paperone, soprattutto grazie alla fruizione dell'Infallibile Manuale delle Giovani Marmotte, una vera e propria enciclopedia tascabile contenente nozioni di tutti i tipi pur essendo apparentemente solo un libretto per ragazzi scout. Nelle storie italiane verrà inoltre accentuato il divario tra Paperino e Paperone come rispettivamente "perdente" e "vincente", giustificando da parte dei tre una certa stima e apprezzamento maggiori per il ricco zio a svantaggio di Paperino, che pure è l'unico a prendersene realmente cura; più spesso però, essendo anche Paperone piuttosto "immaturo" e accecato dalla cupidigia, Qui Quo e Qua risulteranno più assennati ed eroici rispetto a entrambi i maldestri e irruenti zii.
Sceneggiatori come Jerry Siegel, Fabio Michelini o autori completi come Don Rosa e Daan Jippes si concentrano sui nipotini vispi e intelligenti, ma c'è da dire che dagli anni '60 in poi (tranne che nelle storie di Guido Martina), più o meno tutti gli autori faranno propria la versione "calma e razionale" dei tre paperotti. Don Rosa, in occasione dei 60 anni dei personaggi (1997) racconta di come Qui, Quo e Qua siano originariamente entrati nel corpo scoutistico (tra l'altro fondato dal loro trisavolo Clinton Coot) nella storia Le Giovani Marmotte - Q.U.E.S.T.I.O.N.E. D.I. G.E.R.G.O.
A Venezia, nei pressi del Ponte dei zogatoli, sopra al nizioleto posto in campo Flaminio Corner e che indica il nome del ponte, vi è una finestra in cui fa bella mostra di sé dall'ultimo quarto del XX secolo, quando il sottostante negozio di giochi e giocattoli Molin era ancora in attività, una grande scultura di mattoncini prodotti da un'azienda tedesca, alta circa un metro, che raffigura Quo. Nell'immaginario collettivo, il "soldato Quo" rappresenta l'emblema del cittadino veneziano che resiste e lotta contro l'impoverimento culturale e il degrado della sua città, soffocata dai turisti e negozi di souvenir e paccottiglia.

### Nel fumetto italiano
In Italia vengono rinominati Qui, Quo, Qua Paperini anche se il cognome è usato piuttosto raramente.
Considerando il fumetto italiano classico, Romano Scarpa, con storie come Paperino e i gamberi in salmì (1956) o Paperino e l'uomo di Ula-Ula (1959) li presenta intelligenti e vispi, ma soprattutto abili investigatori, e veri e propri "badanti" del nullafacente zio, perennemente disoccupato. È, invece, soprattutto Guido Martina quello che utilizza dei nipotini discoli, inserendo spesso delle morali finali, un po' come faceva il Barks degli anni quaranta. In molti altri casi dimostrano di amare la scuola. Qui, Quo & Qua e il tempo delle mele (1988) è solo la prima di una serie di storie in cui Quo s'innamora, questa volta della bella nipotina di Paperina, Paperella. Tra le altre vanno citate Il rovescio della crostata, L'amorevole missiva, Beato fra le papere e Una principessa per Quo.
Negli anni duemila, in storie come La biblioteca dei misteri, i tre personaggi hanno perfino un blog, il Q-Blog. Nel 2019 con la storia Tre paperi in gioco di Bruno Enna e Alessandro Perina, incentrata su una (temporanea) separazione tra i tre, si introduce per la prima volta nei fumetti italiani (nell'animazione era già successo in Quack Pack e nel reboot di DuckTales) una differenziazione caratteriale e di gusti per Qui Quo e Qua: Qui e Quo si cimentano nell'ambito calcistico partecipando al torneo di quartiere con il nipote del vicino Anacleto, Anacardo Mitraglia, mentre Qua si interessa alla musica e forma una band, i Rintronati. I due percorsi proseguono con le storie successive, come X-Music, in cui la band di Qua compete con quella di Tip e Tap, Area 15, in cui Qua si appassiona al mondo del fumetto, Il torneo delle cento porte, che vede Qui e Quo scendere di nuovo in campo per salvare il villaggio sportivo delle Cento Porte dalla speculazione edilizia, Musicalisota (in cui la band musicale di Qua decidono di cambiare nome come i Bumpers), Calisota Summer Cup, Road to World Cup e Fridonia's World Cup 2022.
Per Disney Publishing Worldwide, viene realizzata dagli autori Stefano Ambrosio, Alessandro Gatti, Alessandro Ferrari e Francesco Artibani sui disegni di Francesco D'Ippolito, Marco Mazzarello, Paolo De Lorenzi, Ettore Gula, Alessandro Pastrovicchio, Lorenzo Pastrovicchio e Michela Frare, la serie a fumetti da brivido, intitolata Spookyzone. Tutt'oggi Qui, Quo e Qua sono i protagonisti della nuova serie fantascientifica a fumetti realizzata dagli autori Alessandro Ferrari e Riccardo Pesce sui disegni di Giada Perissinotto, Ciro Cangialosi, Lorenzo Pastrovicchio, Luca Usai, Cristina Stella, Michela Frare, Giovanni Preziosi e Giovanni Marcora, intitolata Star Force - Rebel Academy, insieme con Tip e Tap (i nipotini di Topolino), Emy, Ely ed Evy (le nipotine di Paperina) e Newton Pitagorico (il nipotino dell'inventore Archimede) e, infine, i loro nuovi amici Cip, Chlea, George, Gala e Lattuga che formano una squadra di giovani eroi dell'Accademia Ribelle per combattere le forze oscure della Dark Horde, gestita dal malvagio Professor Tenebra con il suo fedele assistente Pic e i suoi diabolici studenti (Negas, Van Fosco, Tot, Kenebo, Mega Wen e Zero). I tre paperotti sono riapparsi nuovamente come protagonisti nella serie a fumetti dal genere fantasy/avventura realizzata dall'autore Alessandro Ferrari sui disegni di Giovanni Preziosi, Giada Perissinotto e Mario Ferracina, intitolata Junior Woodchucks - Legend of the Dragon Seekers, insieme con Emy, Ely ed Evy e il loro nuovo amico, chiamato Aker (un giovane drago parlante di colore blu), per combattere le forze oscure dei draghi mostruosi e di sventare i loschi piani della Compagnia delle Manguste (un gruppo di cattivi composto in eterno dalla perfida strega Amelia, insieme con Macchia Nera e la Banda Bassotti).

## Albero genealogico
Secondo l'albero genealogico definito da Carl Barks e perfezionato da Don Rosa, i tre personaggi sono figli della sorella di Paperino, Della Duck, e del di lei marito che però non viene mai nominato e il cui nome non è mai stato proposto da nessun autore; Don Rosa nel suo albero non ne riporta il nome; esistono versioni dell'albero di Don Rosa in cui un nome compare ma, come chiarito da lui stesso, è solo il nome del fan che ha acquistato quella particolare copia del disegno. La caratteristica dei tre gemelli è quella di essere, insieme allo zio Paperino e alla madre Della, il punto di congiunzione di tre famiglie di Paperopoli: i gemelli sono nipoti (figli della figlia, Della) di Ortensia de' Paperoni e Quackmore Duck; Ortensia è la sorella minore di Paperone e quindi ultimi eredi del Clan de' Paperoni; Quackmore Duck è figlio di Humperdink Duck; Quackmore, la sorella Daphne e il fratello Eider rappresentano gli ultimi discendenti della Famiglia Duck; La moglie di Humperdink Duck è Elvira Coot alias Nonna Papera, ultima discendente del fondatore di Paperopoli Cornelius Coot. Per quanto sopra i tre personaggi sono contemporaneamente gli ultimi discendenti delle famiglie de' Paperoni, Duck e Coot.

## Nomi in altre lingue
I loro nomi sono spesso le ripetizioni degli stessi suoni, con un piccolo cambiamento di consonante o di vocale:
- Albanese: Hjui, Dui, Lui
- Arabo: كركور وفرفور وزرزور
- Catalano: Joanet, Jordinet, Jaumet
- Ceco: Bulik, Dulik a Kulik
- Cinese: 辉儿, 杜儿, 路儿 (Huī ér, Dù ér, Lù ér)
- Danese: Rip, Rap og Rup
- Esperanto: Hui, Dui kaj Lui
- Estone: Hups, Tups ja Lups
- Faroese: Dinni, Danni, Dunni
- Finlandese: Tupu, Hupu ja Lupu
- Francese: Riri, Fifi et Loulou
- Giapponese: ヒューイ・デューイ・ルーイ (Hyūi・Dyūi・Rūi)
- Greco: Χιούι, Ντιούι και Λιούι (Chioúi, Dioúi kai Lioúi)
- Indonesiano: Kwak, Kwik dan Kwek
- Inglese: Huey, Dewey and Louie
- Islandese: Ripp, Rapp og Rupp
- Italiano: Qui, Quo e Qua
- Latino: Titus, Totus, Tutus
- Lituano: Bilis, Dilis, Vilis
- Norvegese: Ole, Dole og Doffen
- Olandese: Kwik, Kwek en Kwak
- Polacco: Hyzio, Dyzio i Zyzio
- Portoghese: Huguinho, Zezinho e Luisinho
- Russo: Билли, Вилли и Дилли (Billi, Villi i Dilli)
- Spagnolo: Juanito, Jaimito y Jorgito (Hugo, Paco y Luis)
- Svedese: Knatte, Fnatte och Tjatte
- Tedesco: Tick, Trick und Track
- Turco: Can, Cin ve Cem
- Ungherese: Tiki, Niki és Viki

### Il doppiaggio
Nei corti col doppiaggio realizzato negli anni ottanta le voci dei personaggi sono doppiate da Laura Latini (Qui), Ilaria Latini (Quo) e Laura Lenghi (Qua). In Pippo e lo sport in Calciomania i personaggi sono doppiati da Paola Giannetti (Qui), Giuppy Izzo (Quo) e Lorena Bertini (Qua), che li hanno doppiati anche nella prima stagione di DuckTales - Avventure di paperi, con l'unica eccezione di Qua che invece di essere doppiato da Lorena Bertini è doppiato da Roberta Paladini. Tutte e tre sono state sostituite a partire dalla seconda stagione da Laura Lenghi che presta loro la voce anche in tutti i corti e le produzioni successive a DuckTales - Avventure di paperi, eccetto Quack Pack - La banda dei paperi. Nella suddetta serie infatti, dato che i personaggi sono adolescenti, vennero doppiati da Antonella Baldini (Qui), Stefano De Filippis (Quo) e Monica Bertolotti (Qua). Inoltre Manuela Cenciarelli ha doppiato i tre paperi in una VHS del 1997 I capolavori di Qui Quo Qua. mentre in DuckTales i personaggi sono doppiati da Paolo De Santis (Qui), Alessio Puccio (Quo) e Massimiliano Alto (Qua).
| Personaggio | Anni ottanta  | Pippo e lo sport in Calciomania 1º doppiaggio | DuckTales - Avventure di paperi | DuckTales - Avventure di paperi | Corti e produzioni successive | Quack Pack - La banda dei paperi | I capolavori di Qui Quo Qua | DuckTales         |
| Personaggio | Anni ottanta  | Pippo e lo sport in Calciomania 1º doppiaggio | Stagione 1                      | Stagione 2 +                    | Corti e produzioni successive | Quack Pack - La banda dei paperi | I capolavori di Qui Quo Qua | DuckTales         |
| ----------- | ------------- | --------------------------------------------- | ------------------------------- | ------------------------------- | ----------------------------- | -------------------------------- | --------------------------- | ----------------- |
| Qui         | Laura Latini  | Paola Giannetti                               | Paola Giannetti                 | Laura Lenghi                    | Laura Lenghi                  | Antonella Baldini                | Manuela Cenciarelli         | Paolo De Santis   |
| Quo         | Ilaria Latini | Giuppy Izzo                                   | Giuppy Izzo                     | Laura Lenghi                    | Laura Lenghi                  | Stefano De Filippis              | Manuela Cenciarelli         | Alessio Puccio    |
| Qua         | Laura Lenghi  | Lorena Bertini                                | Roberta Paladini                | Laura Lenghi                    | Laura Lenghi                  | Monica Bertolotti                | Manuela Cenciarelli         | Massimiliano Alto |

## Altri media

### Videogiochi
- Disney Crossy Road

## Filmografia
- I nipoti di Paperino (1938)
- Paperino e i boy scouts (1938)
- Una partita a golf (1938)
- Hockey sul ghiaccio (1939)
- Paperino ammiraglio (1939)
- Paperino e l'appuntamento (1940)
- Paperino: operazione neve (1942)
- Paperino e il gorilla (1944)
- Una giornata sbagliata (1944)
- Il reato di Paperino (1945)
- La buonanima di zio (1948)
- La pelle del leone (1950)
- Il numero fortunato (1951)
- La notte di Halloween (1952)
- La sorgente magica della giovinezza (1953)
- L'asso del ring (1953)
- Paperino e la psicologia infantile (1954)